# Tenebrionicola
Genre
Tenebrionicola est un genre de bacilles Gram négatifs (BGN) de la famille des Enterobacteriaceae. Son nom, qui comporte le suffixe latin -cola (habitant), fait référence au ver de farine Tenebrio molitor des larves duquel cette bactérie a été isolée pour la première fois.
En 2022 c'est un genre monospécifique, l'unique espèce connue Tenebrionibacter intestinalis Hu & Yang 2022 étant également l'espèce type du genre.